# Saint-André-de-Lidon
Saint-André-de-Lidon település Franciaországban, Charente-Maritime megyében. Lakosainak száma 1220 fő (2022. január 1.). Saint-André-de-Lidon Cozes, Cravans, Épargnes, Gémozac, Grézac, Montpellier-de-Médillan, Rioux, Thaims és Virollet községekkel határos.

## Népesség
A település népessége az elmúlt években az alábbi módon változott:
| Lakosok száma | 773  | 795  | 810  | 888  | 1049 | 1103 | 1105 | 1119 | 1147 | 1220 |
|               | 1968 | 1982 | 1990 | 2006 | 2013 | 2015 | 2017 | 2019 | 2020 | 2022 |